# Fortel-en-Artois
Fortel-en-Artois är en kommun i departementet Pas-de-Calais i regionen Hauts-de-France i norra Frankrike. Kommunen ligger i kantonen Auxi-le-Château som tillhör arrondissementet Arras. År 2022 hade Fortel-en-Artois 215 invånare.

## Befolkningsutveckling
Antalet invånare i kommunen Fortel-en-Artois
| Referens: INSEE |